# 日産・VR30DDTT
日産・VR30DDTTは、日産自動車が製造する過給機搭載型のV型6気筒ガソリンエンジンである。排気量は2,997cc、バルブ数は24バルブで、2基のターボチャージャーで過給される（ツインターボ）。

## 概要
2016年、V37型インフィニティ・Q50（日産ブランドではスカイライン）、インフィニティ・Q60用の3.7L V6のダウンジングエンジンとして投入された。2023年に発売されたマイナーチェンジ後のRZ34型フェアレディZにも搭載される。300PS級と400PS級の2通りの型がある。
スカイライン400Rに搭載されているエンジンには日産国内初採用となる、渦電流式（磁束感知式）のターボ回転センサーが装着されている。普通のターボの場合、高出力化では大径、レスポンスでは小径の方がそれぞれ有利であり、トレードオフの関係にある。このターボ回転センサーによる監視によって、ターボの回転限界領域まで使いきる過給圧とすることで、レスポンスと⾼出⼒化の両⽴を実現している。
組み立ては福島県いわき市にある日産自動車いわき工場で行われる。
使用燃料は無鉛プレミアムガソリンである。もしプレミアムガソリンを入手できない場合、レギュラーガソリンを代わりに使用することができる。ただし、エンジン出力低下などの現象が発生するため推奨はされていない。

### その他
開発の当初はRZ34型フェアレディZに載せることを想定していなかったが、エンジン開発者が設計の要求にはなかったストラットタワーバーが通せるなどのZのエンジンルームに収まるように最初から造っていると言う。

## 搭載車種とスペック
- スカイラインGT Type SP / GT Type P / GT
  - 最高出力: 224 kW (305 PS) /6,400 rpm
  - 最大トルク: 400 N⋅m (40.8 kgf⋅m) /1,600 - 5,200 rpm
- スカイライン400R
  - 最高出力: 298 kW (405 PS) /6,400 rpm
  - 最大トルク: 475 N⋅m (48.4 kgf⋅m) /1,600 - 5,200 rpm
- スカイラインNISMO
  - 最高出力: 309 kW (420 PS) /6,400 rpm
  - 最大トルク: 550 N⋅m (56.1 kgf⋅m) /2,800 - 4,400 rpm
- フェアレディZ
  - 最高出力: 298 kW (405 PS) /6,400 rpm
  - 最大トルク: 475 N⋅m (48.4 kgf⋅m) /1,600 - 5,600 rpm
- フェアレディZ NISMO
  - 最高出力: 309 kW (420 PS) /6,400 rpm
  - 最大トルク: 520 N⋅m (53.0 kgf⋅m) /2,000 - 5,200 rpm